# Temple protestant de Bernis
Le temple protestant de Bernis se situe dans la commune française de Bernis, dans le département du Gard. Conçu par les architectes Charles Durand et Simon Durant en 1811, il est inscrit monument historique par arrêté du 30 janvier 2012. La paroisse est membre de l' Église protestante unie de France.